# Glenn Hoddle
Glenn Hoddle, född 27 oktober 1957 i stadsdelen Hayes i London i England, är en engelsk före detta fotbollsspelare och tränare, känd som en passningsspelare och tekniker av rang i Tottenham Hotspur och Engelska fotbollslandslaget under 1980-talet. Hoddle blev efter avslutad spelarkarriär sedermera förbundskapten för England men tvingades efter omdiskuterade uttalanden kring människor med funktionshinder att avgå.
År 2007 valdes Hoddle in i den Engelska fotbollens Hall of Fame som "en av de mest talangfulla engelska spelarna i sin generation med sublim balans och bollkontroll, oöverträffade passningar och spelförståelse tillsammans med en extra ordinär skottförmåga - både i spelet och från fasta situationer".

## Spelarkarriär
Hoddle var från sent 1970-tal fram till 1987 då han lämnade Tottenham Hotspur för spel i Frankrike en av klubbens ledande spelare. Han var ofta hjärnan bakom lagets mål om han inte själv gjorde dem via välplacerade skott utifrån straffområdet med såväl höger- som vänsterfoten. Den kritik Hoddle ibland fick utstå, att han var något av en "lyxlirare", berodde till stor del på hans lugna, distanserade sätt att ta sig an en match. Detta blev också hans kännetecken - och ett synnerligen framgångsrikt spelsätt - under hela hans karriär.
Under åren i Tottenham blev de största framgångarna två FA-cup-segrar och en vinst i UEFA-cupen (då han dock inte kunde medverka i finalmatch 2). I ligan blev det en 3:e-plats som bäst.
1987 köptes Hoddle av storsatsande franska klubben AS Monaco, speciellt utvald av den då nya, unga managern Arsene Wenger. Beslutet att lämna Tottenham togs mycket till följd av att engelska lag på grund av Katastrofen på Heyselstadion fortfarande var utestängda från spel i de europeiska cuperna. Hoddle trodde sig också bli än mer uppskattad i Frankrike där fotbollen inte var lika "hormonstinn" och fysiskt inriktad som i England. Det blev han också. I Frankrike blev det ligaseger redan första året, Hoddle utsågs till ligans "bästa utländska spelare" och många år efteråt benämns han i sin betydelse för klubben som en "Gud". Detta epitet var för övrigt något han fick redan under tiden med Tottenham. De följande åren blev dock inte lika goda då han skulle komma att dras med efterhängsna skador. I december 1990 bröt klubben och Hoddle kontraktet i en ömsesidig uppsägning beroende på den allvarliga knäskada han ådragit sig tidigare under året.
Hoddle begav sig under 1991 tillbaka till England och fick träna med Chelsea FC. Här spelade han i en reservlagsmatch och manager Bobby Campbell var villig att erbjuda honom ett kontrakt. Men Hoddle skulle ta sin karriär vidare på ett nytt sätt då han också fått ett annat erbjudande.

## Tränarkarriär
Istället för spel med Chelsea fick Hoddle, som spelande tränare, kontrakt med Swindon Town som hade problem i den engelska andradivisionen. Han lyckades rädda klubben från degradering och med en 9:e-placering följande år tog man ytterligare steg framåt. Våren 1993 hade Hoddle lyckats ta laget till Wembley Stadium och en kval-final till Premier League mot Leicester City. I och med 4-3-segern, med Hoddle själv som den första målskytten, hade han nu tagit sig till en position som en av de mest lovande och eftertraktade tränarna i England.
Hoddle blev nu kontrakterad av Chelsea. Han fortsatte att själv då och då dra på sig matchtröjan, om än alltmer sällan. En FA-cupfinal 1994 (klubbens första sedan 1970) blev här den största nationella framgången; en semifinalplats i Cupvinnarcupen 1995 mot blivande vinnaren Real Zaragoza blev den största på det europeiska planet. En 11:e plats i ligan som bäst var dock en missräkning även om Hoddle stabiliserade klubben så pass att den lyckades locka till sig utländska storstjärnor som Ruud Gullit.
Efter säsongen 1996 och Englands misslyckade EM-slutspel på hemmaplan fick Hoddle frågan om att ta över som förbundskapten, något han accepterade. Hoddle satte direkt sin prägel på laget då han gav unga spelare som Paul Scholes och David Beckham chansen att visa upp sig. Ett offensivt spel med en bra spelarmix gav England segern i för-VM i Frankrike 1997 och dess förbundskapten hyllades för det "nyväckta" engelska laget.
Efter en snöplig förlust i åttondelsfinalen i VM 1998 mot Argentina blev Hoddle genast ifrågasatt. De uttalanden han senare gjorde kring människor med funktionshinder (då han menade att dessa drabbats för att de gjort något fel i tidigare liv och det fanns kvar i deras karma) gjorde att han i förtid tvingades lämna sin post år 1999.

## Senare år
Sedan 2008 leder Hoddle sin egen fotbollsakademi, baserad i Spanien. Syftet är att ge kontraktslösa unga spelare från engelska klubbar en andra chans och ta dem vidare till ett proffskontrakt. Hoddle har sagt att han inte kommer att återvända till fotbollen som tränare förrän hans akademi "går av sig själv".

## Meriter

### Som spelare
Tottenham Hotspur
- UEFA-cupen 1984
- FA-cupen 1981, 1982
- FA Community Shield 1981

 AS Monaco
- Ligue 1 1987-88
- Franska Cupen 1990-1991 (Hoddle deltog endast i spel under 1990)

### Som manager
England
- Seger i För-VM i Frankrike 1997

### Webbsidor
Hemsida för Hoddles Fotbollsakademi